# Mario Mereghetti
Mario Mereghetti (Ossona, 2 maggio 1938) è un calciatore italiano, di ruolo attaccante.

## Carriera
Attaccante dotato di buon fisico e spesso utilizzato come costruttore di gioco in ambito offensivo, crebbe calcisticamente tra le file dell'Inter, dove tuttavia fece fatica ad imporsi. Fu ceduto infatti in prestito un anno all'Udinese, dove ebbe modo di giocare con una certa continuità, ritornando poi all'Inter.
Non riuscì a sfruttare nemmeno questa seconda opportunità, venendo ceduto all'Atalanta. A Bergamo si tolse invece notevoli soddisfazioni, vincendo una Coppa Italia nella prima stagione in neroazzurro (scendendo anche in campo nella finale), maglia con cui disputò 125 presenze, tutte in serie A.
Nell'estate del 1966 fu ceduto alla Lazio, con la quale non disputò nemmeno una partita, venendo trasferito durante il mercato autunnale all’ Inter e nel 1967-68 al Varese, sempre in serie A.
Concluse la sua carriera a Lecco, in serie C.
In carriera ha totalizzato complessivamente 196 presenze e 19 reti in Serie A.

## Palmarès

### Club.

#### Competizioni nazionali
- Coppa Italia: 1

Atalanta: 1962-1963